# Chuaj-nan
Chuaj-nan (čínsky pchin-jinem Huáinán, znaky 淮南) je městská prefektura v Čínské lidové republice. Leží v provincii An-chuej, kde patří svou rozlohou k nejmenším prefekturám.
V Chuaj-nanu žilo roku 2010 na ploše 2526 kilometrů čtverečních skoro dva a půl milionu obyvatel; roku 2015 byl k prefektuře přičleněn okres Šou, čímž se více než zdvojnásobila její rozloha a počet obyvatel zvedl o milion. Roku 2020 v ní na 5 530 kilometrech čtverečních žily tři miliony obyvatel.

## Poloha
Chuaj-nan leží na řece Chuaj-che, přičemž v historii byla týmž jménem původně chápana oblast mezi Chuaj-che a Jang-c’-ťiang. Dnešní prefektura Chuaj-nan hraničí na jihu s Che-fejem, hlavním městem provincie, na jihozápadě s Lu-anem, na západě s Fu-jangem, na severozápadě s Po-čou, na severovýchodě s Peng-pu a na východě s Čchu-čou.
V prefektuře je významná těžba uhlí, jehož produkce byla v roce 2006 43,28 miliónu tun.

## Administrativní členění
Městská prefektura Chuaj-nan se člení na sedm celků okresní úrovně, a sice pět městských obvodů a dva okresy.
| Tchien-ťia-an Pchan-ťi Ta-tchung Pa-kung-šan Sie-ťia-ťi okres · Feng-tchaj okres · Šou |          |                       |                    |                                  |
| Název                                                                                  | Název    | Počet obyvatel (2020) | Rozloha km² (2020) | Hustota zalidnění (obyv. na km²) |
| český přepis                                                                           | znaky    | Počet obyvatel (2020) | Rozloha km² (2020) | Hustota zalidnění (obyv. na km²) |
| Městské obvody                                                                         |          |                       |                    |                                  |
| Tchien-ťia-an                                                                          | 田家庵区 | 730 078               | 254                | 2 873                            |
| Pchan-ťi                                                                               | 潘集区   | 326 077               | 598                | 546                              |
| Ta-tchung                                                                              | 大通区   | 165 671               | 311                | 532                              |
| Pa-kung-šan                                                                            | 八公山区 | 118 221               | 69                 | 1 706                            |
| Sie-ťia-ťi                                                                             | 谢家集区 | 221 589               | 268                | 827                              |
| Okresy                                                                                 |          |                       |                    |                                  |
| Feng-tchaj                                                                             | 凤台县   | 633 385               | 1 087              | 583                              |
| Šou                                                                                    | 寿县     | 838 507               | 2 943              | 285                              |
|                                                                                        |          |                       |                    |                                  |
| Celkem                                                                                 | Celkem   | 3 033 528             | 2 943              | 285                              |
|                                                                                        |          |                       |                    |                                  |